# ENDER LILIES: Quietus of the Knights
『ENDER LILIES: Quietus of the Knights』（エンダーリリーズ: クワイタス オブ ザ ナイツ）は、日本のインディーゲームで、AdglobeとLive Wireによって開発され、Binary Haze Interactiveより発売された。ジャンルは「探索型2DアクションRPG」「横スクロールアクションRPG（メトロイドヴァニア）」である。降り止まぬ死の雨によって滅びた「果ての国」で目覚めた少女リリィが、滅亡に至る経緯と死者の悔恨を解き明かしていく。
2021年1月22日にSTEAMにてアーリーアクセスを開始し、2021年6月21日にSTEAM・2021年6月22日にSWITCH・2021年6月29日にXBOX・2021年7月24日にPS4で正規版のダウンロード販売を開始した。2022年3月24日にはパッケージ版並びにアートブック・サウンドトラックが付属した限定版も発売された

。アートブック・サウンドトラックは後に電子書籍や音楽配信サイトで販売を開始した。
今作の数十年後を描く続編「ENDER MAGNOLIA: Bloom in the Mist」の製作が決定しており、2024年3月26日にSTEAMにてアーリーアクセス版の配信が開始された。2025年1月23日に製品版がsteam, SWITCH, PS4/PS5, XBOXでリリースされた。

## ストーリー
「果ての国」に突如降り始めた死の雨は、生者すべてを生きる屍「穢者（けもの）」へと変貌させ、王国は死者だけが彷徨う国となった。滅び果てた王国の教会の奥深くで、唯一の生存者である少女は男の呼びかけで目覚める。不死の戦士である黒衣の騎士と共に、彼女は自らの失われた記憶と果ての国に何が起こったのかを探していくことを決めた。立ち塞がる穢れた英雄を浄化するにつれて浮かび上がる存在、泉の白巫女フリーティア。少女は三つの結末全てで彼女の想いに触れることとなる。

## ゲームシステム
- Hollow KnightやBloodstainedに影響を受けて作成された[18]、探索型2DアクションRPG。俗にメトロイドヴァニアと呼ばれるジャンルで、横スクロール型のマップが繋がっていて新たな能力を得るたびに行ける場所や取得できるアイテムが増えていく。「そのフロアにあるアイテムをすべて取得するとマップの色が変わる」「メインスキルを習得できるボスの前には必ずセーブポイントがある」「デスペナルティが全く無く、時間制限以外のすべてのギミックも解除状態が反映され続ける」など『（敵の配置などの難易度は）シビアながら親切な設計』と評価されている[19][20]。
- 主人公リリィは移動や回避や回復などを行い、攻撃は黒衣の騎士や浄化して仲間となった魂が担当する[21]。攻撃アクション（スキル）はメインとサブを合わせて26種類。装備できるのは3スロット×2の6種類で、レストポイントで付け替えることができる。Binary Haze Interactiveの代表小林は「倒したボスが仲間になるという特徴があるが、少し数が多かったために使いどころや掘り下げが薄くなってしまったところもある」と反省を述べ、続編に活かすと発言している[22][23]。守り人シルヴァを仲間にするとメインスキルを担当する魂の奥義が解放され、ゲージが溜まると強力な必殺技を使用できる。
- メインスキルにはリキャストタイムが無く、イレイェンとヘニールとファーデンを除いて使用回数に上限はない。
- サブスキルと一部のメインスキルは攻撃回数が決められており、赤い花を散らすと小回復、レストポイントで休むと全快する。
- サブスキルにはリキャストタイム（待ち時間）がある。メインスキル中に他のメインスキルは使用できないが、メインスキルと一部のサブスキルは同時使用できる。
- 黒衣の騎士を除いたメインスキルの魂と守り人シーグリッドを解放するとリリィの行動にアクションが追加され、探索できる範囲が広がっていく。
- ゲームオーバーになった場合、最後に休んだレストポイントから再開する。途中で新たなレストポイントへ到達していても休んだ場所まで戻される（到達したレストポイントへのファストトラベルは可能）。ショートカットの解放などの進行度はそのままで、HPと祈りとスキルの使用回数は全快するが、奥義ゲージのみ0になる。
- レストポイントで休むとHP・祈り（回復）の回数・スキルの使用回数が全快し、「別のレストポイントへのファストトラベル」「スキル（攻撃手段）・レリック（装備品）の付け替え」「スキルの強化」「一度見たムービーの閲覧」「ボスとの再戦」「（エンディングC到達後）ボスラッシュ」「（エンディングC到達後）縛りプレイ用の設定」が行える。ただし仲間にした魂以外の敵が復活する。
- 敵を倒して得た穢れが溜まるとレベルアップするが、上がるのは攻撃力のみである。
- 各所で拾えるレリックを装備することでリリィの能力を強化する。レリックには0～3のコストが設定されていて、既定の上限値（20まで拡張可能）を超えない限りは複数装備できる。「ダメージ軽減」などの同じ効果は重複する。
- スキルは全員が6まで強化できる（初期レベルは加入時期によりそれぞれ違う）。フィールドにある残滓の量の問題で、一度のプレイで全員を最大強化することは（ボスとの再戦を利用すれば可能だが入手量が少ないため）非常に困難である。黒衣の騎士のみ専用のアイテムで必ず最大強化できるが、カタコンベにある2つは特に巧妙に隠されているため、発見できなければ攻撃力が他のスキルに後れを取ることとなる。
- マップ探索中でも任意で最後に休んだレストポイントに戻ることができる。ただし奥義のゲージも0に戻る。

## 登場人物
リリィ
主人公。黒衣の騎士の呼びかけによって目覚めた、記憶喪失の少女。喋ることができないため身振り手振りで意思表示を行う。守り人シーグリッドを浄化した時に垣間見えた記憶からリリィと呼ばれるようになる。旅を続けていくうちに、彼女は泉の白巫女フリーティアの人工的な複製体であり、祭壇で目覚めたその時に活動を開始したことが判明する。「リリィ」は別の白巫女の名前なのだが、彼女の願いを引き継ぎそのままリリィと名乗ることとなる。
普段は下ろされた前髪によって見えないが、額には黒衣の騎士との契約印がある。浄化を繰り返していくうちに髪や肌は煤け、体のあちこちから肉腫が生え、青かった瞳は穢れの赤に染まる。苦痛に悶える彼女を気遣う黒衣の騎士に頷きつつも、彼女は浄化によって穢れた魂を救済し続ける。
黒衣の騎士に触れたことで、古き民由来の「召魂」という巫女の力が引き出された。引き受けた穢れの魂を呼び出すことが可能となる。また多くの穢れを引き受け続けることで、穢れの魂の力を引き出して奥義を繰り出す古代呪術が覚醒する。

### メインスキル
黒衣の騎士は古き魂の残滓、他は猛る穢れの残滓で強化する。奥義を使用できる。
黒衣の騎士（黒騎士）
一番最初に使用可能となるメインスキルで、前方へ剣による連続攻撃を行う。奥義も前方への強攻撃。
古の民の最後の生き残りで、不死契約により肉体を喪っているが、その魂は契約した巫女の血族（エルドレッド-ニンフェリア-イーリス-フリーティア-白巫女（リリィ））が続く限りは不滅である。寡黙だが回想以外で喋れるのは彼とフリーティアしかいないため、作中ではリリィへの呼びかけという形で状況を説明したりする。正体は古の民の最後の戦士フェリン（明言はされないが古の民の祭壇にいた戦士が回想で黒衣の騎士にそう呼びかけている）。巫女エルドレッドとは恋仲であり、戦いの最中に彼女の命を救うために不死契約を結んだ。やがて他の大陸からの侵略者による攻撃により古の民は端にある祭壇まで追い込まれ、エルドレッドは落命する。その後に黒衣の騎士は封印され、エルドレッドの娘ニンフェリアは果ての国の初代王に拾われた。
黒騎士は死の雨が降ると同時に封印から解放された。当初は記憶をほとんど失っていたこともあり、不死契約からの解放を求め巫女の末裔を手に掛けることすら考えていた。しかし旅をするうちに白巫女は古き民にとっても最後の希望だと思うようになり、リリィを守り泉の白巫女を解放することを決意する。後の方では記憶を取り戻していることがわかる。
老戦士ゲルロッド
戦闘曲「Helplessness」
手に持つ巨大な槌を振り上げ、追撃では地面に打ち付ける。空中では挙動が変化するが、水中では使用できない。奥義は周囲の敵全体にダメージを与える。追加アクション「巨人の鉄槌」は床に張り付いた肉腫を破壊することができる。
生前は騎士長すら務めた崖の村の英雄で、かつて風の白巫女と共に戦い、双子城砦を築いた戦士の一人。泉の白巫女の時代に行われた双子城砦の防衛戦では不死の霊薬を飲んで不死の騎士となることを選び戦いに貢献したが、そのせいで崖の村に帰還後は恐怖の目で見られることとなった。そんな彼を泉の白巫女フリーティアは白巫女の一人を連れてたびたび見舞いに訪れている。泉の白巫女に負担を掛けないために浄化を拒み、意識が続く限り村を守り続けた。
黒の魔女イレイェン
戦闘曲「Communication」
前方へある程度敵を追尾する魔法弾を撃ち、奥義では中心とした自分から放射状に高威力の魔法弾を放つ。追加アクション「魔女の泡沫」は水中で自在に移動することが可能になる。
生前は魔術協会で天才魔術師と持て囃されており、孤独と周囲の期待が重荷となっていた時に同じ境遇のフリーティアと出会い意気投合する。親友である彼女の負担を少しでも軽くするためにファーデン・ミーリエルと共同で白巫女のための魔道具研究を行ったが、危険な研究を厭わないファーデンとは合わず、研究者としては道を違えている。フリーティアの役目のために一緒にいる時間は短く孤独に過ごすことも多かったが、双子城砦の防衛線では志願して彼女のもとに駆け付け、フリーティアが穢れにより動けなくなっても最深の彼女のもとへ見舞いに訪れた。フリーティアから護りの宝具を預り修復のためにファーデンと協力をする、宝具の砕けた魔石からお守りを作り白巫女全員に渡す、動けなくなったフリーティアのために魔道具を作るなど、作中での功績は多い。死の雨が降り注いだ日に最期の力を振り絞って張った結界が、今も魔術協会を水没させずに守り続けている。
守り人シルヴァ
戦闘曲「Bible」
前方にハンマー（槌）で連続攻撃を行うが、チャージ攻撃だと通常では破壊できないケガレ鉄玉なども壊せるようになるため、地下牢獄では装備しているか否かで難易度が変わる。空中チャージ攻撃時は後ろに僅かに浮くため、探索機能も強化される。奥義は縦方向上部への多段攻撃。追加アクション「守り人の翼」は回避が飛び込みからすり抜けに変化し強化され、空中で一度横移動ダッシュを行うことができるようになる。
守り人の長グローアに拾われ、妹シーグリッドと共に白巫女の守り人になるよう育てられた。妹を非常に溺愛しており、妹を危険な目に遭わせたくない一心で、妹に疎まれることを知りながら泉の白巫女の守り人に志願した。戦いの天才だが、双子城砦の防衛戦では味方の不死の騎士団にも敵の穢者の王にも恐怖を抱く繊細な心も持っている。防衛戦後は動くのもままならない泉の白巫女と共に禁じられた領域へ赴き、彼女を守るために不死の霊薬を飲むことを決意した。しかし穢れの根が溢れた時に恐怖から逃げ出してしまい、穢れと霊薬の影響により憎悪と攻撃性に呑まれ人々を殺めるようになり、最終的にカタコンベで妹を想いながら狂気に呑まれた。妹を本当に心の底から愛しており、リリィの前に現れた時も（狂気により妹と勘違いした）守り人の首を「シーグリッド……」と呟きながら抱きしめている（が、力の加減が出来ずに破壊してしまった）。
狂い騎士ウルヴ
戦闘曲「Bloom」
装備した大爪による素早い二連撃を行う。チャージ攻撃でアクションは変化し隙は大きくなるが、代わりに威力が高い。奥義は爪を大きく振り下ろす前方攻撃。総じて玄人好みの性能。追加アクション「狂い騎士の血爪」は垂直の壁を登ることができる。
武に優れた双子城砦の騎士で、その戦い方から「狂い騎士」の異名を持つ。双子城砦の防衛戦では不死の霊薬を飲んで活躍した。人と話したことが少ないため言葉をうまく扱うことができず、周囲からは「気性が荒く、意思疎通が難しい」と思われている。しかし知能は高く思慮深いため、ユリウスや泉の白巫女との交流で徐々に人間らしさを身に着けていった。戦場で死ぬことだけを考えて生きてきたため戦いの終わりに困惑していたが、交流を深めていたフリーティアが好きだと言った雪の花の花畑を守り育てると決め、穢者と化してなおその花畑で佇んでいる。白巫女の一人を託され守っていた。
深淵の番人ヘニール
戦闘曲「The Sun」
通常攻撃は暗器の刃を投げつける遠隔攻撃で、連射が可能。奥義も暗器を前方へ連打する。追加アクション「縄の暗器」はフックショット、壁に特定の器具がある場所で縄を用いた空中移動を行うことができる。
暗部の執行人をまとめる長でユリウスの伯父。暗部の多くの者にとっては親代わりであり、目指すべき目標である。暗部は妻子を持つことは許されなかったが、妹には暗部の一族であることを隠していたため、彼女が王に見初められ城で暮らすことになったことで真実が露見した。妹は出産のときに命を落とし、残された甥ユリウスが未来を自分で決めることができるよう掟に背いて育てることを決めた。
穢れが地下から溢れた時は、大恩があり国のために尽くしてきた同志でもあるフリーティアの願いにより白巫女の一人を守り、仲間と協力しながら外へ逃がそうとした。リリィによる浄化の際も（彼女を誤認したのか）白巫女の無事を喜ぶ言葉を残している。ヘニールがいる地下牢獄の処刑場の先には穢者になりながら白巫女の心配をする暗部がひとりと、彼によってさらに先へ逃がされた白巫女の亡骸がある。
騎士長ユリウス
戦闘曲「Accolade」
槍による長いリーチを活かした連続攻撃を行う。奥義は対ユリウス戦でも印象に残る前方へのビーム。水中では使用できない。彼の加入で地上での長距離ダッシュが可能になり、追加アクション「貫く魔槍」は壁に張り付いた肉腫を破壊することができる。
城砦の騎士団の騎士長。ヘニールの妹と王の間に生まれた落とし子。母はユリウスを産むと同時に命を落とし、伯父ヘニールによって育てられた。出生の秘密を隠しながら父を見返すための努力を続け、騎士長まで成り上がった。双子城砦の防衛戦では騎士の中で最初に不死の霊薬を飲み、国を守る覚悟を示した。
果ての国が亡びるときは穢れと不死の霊薬の浸食によって途絶えそうな意識をつなぎ止めながら玉座の間にいる王へ詰め寄るも、王の私欲と憎悪に満ちた言葉に怒りを覚える。剣を突き付けた父と初めて目が合ったことに喜びを覚えながら彼を弑し、狂気に呑まれた。浄化の際にはリリィを気遣う言葉を述べる。白巫女の一人を託され、ウルヴのいる双子城砦で保護していた。
異端者ファーデン
最愛のミーリエルの残したモノを抱えており、そこから魔法弾を発射する。奥義はミーリエルの爪が敵の足元から攻撃を行う。水中では使用できない。追加アクション「封印解除」は封印された扉を開くことができる。
異端者のマスクを装備した見た目で穢者となっており、ムービーでも後ろ姿しか映されないため素顔はアートブックでしか確認できない。生前は穢者の研究の第一人者。もともと危険な研究を厭わなかったが、最愛の恋人ミーリエルが穢者となって以降は意識を取り戻すために非道な実験を重ねた。ただし当初の目的である白巫女を助けるどころか彼女をも実験に巻き込むことになり、王に逆らい禁じられた領域を追い出されようとしていた。白の教区の教会、リリィが目覚めた祭壇の奥にあるエレベーターからは彼の隠し部屋へ行くことができ、そこでは石板さえ解読できれば護りの宝具を復活させる準備が整えられている。石板の欠片も信頼する人間（置かれていた場所から黒騎士以外のメインスキルの英雄だと推測できる）へ預けていたが、彼に解読する時間は残されていなかった。

### サブスキル
淀んだ穢れの残滓で強化する。回数制限とリキャストタイムがある。一部を除いて使用中もリリィが自由に動くことができる。
守り人シーグリッド
戦闘曲「Rosary」
スキル使用時は地上では横に、空中では縦に巨大な鉄球を振り回す。追加アクション「守り人の跳躍」は二段ジャンプを行えるようになる。
生前は敬愛する泉の白巫女フリーティアの守り人を目指していたが、姉のシルヴァが選ばれたことにより仲の良かった姉を疎むようになっていった。その後は白巫女リリィの守り人に選ばれ、死の雨が降った時には彼女を守るために聖堂で穢者の群れを迎え撃ち、戦い続けるうちに狂気に呑まれ穢者と成り果てた。
崖の村の少年
斜め下へと射出され、地面に飛び散る勢いで攻撃する。空中で敵に当たってもダメージは与えられない。水中では使用できない。
西の商人
鴉に似た姿をしていて、敵に追尾する弾を自動で発射する。水中では使用できない。
首なしの上級騎士
スキルのタイミングが合えばリリィが向いている前方に強力なカウンター攻撃を行う。
菌の魔術師
前方にガードできない毒の霧を発生させる。名をメルヴィル。国外に半年間留学していたが、愛する彼女のもとに辿り着く前に死の雨が降ってしまった。
花の魔女
前方に竜巻を発生して攻撃する。重い病気にかかってしまい、彼女の病気を治すために旅に出た恋人の帰還を待ち望んでいた。
古き墓守
リリィの頭上に出現し、前方斜め下へ魔法弾を放つ。当たった相手を少しの時間硬直させる。水中では使用できない。
堕ちた弓使い
リリィの背後に出現し、前方斜め上に複数の矢を射出する。水中では使用できない。カタコンベで白巫女の一人を守るような位置で穢者となっている。
なれ果ての衛兵
リリィの前方まっすぐに滑空して敵を貫通攻撃する飛び道具。水中では使用できない。
守り人の長
名はグローア。シルヴァとシーグリッドを拾い守り人にするために育てた。鎖付きの円盤を振り回して攻撃する。
隠れ潜む実験体
スキルのタイミングが合えば周囲にカウンター攻撃を発生させる。
暗部の執行人
一定範囲内にいる敵の背後から切りつける。いなければ前方に刃を振り下ろす。リキャストも早くサブスキルの中では回数が多いため、初心者にも使いやすい。騎士長ユリウスの幼馴染であり共に修行していたが、罪人の血を引いているため騎士になる夢はかなわなかった。
崖の村の村長
家畜と融合して肥大した身体で敵に飛びかかり、着地で押しつぶすことで攻撃する。空中の敵には効果がない。水中では使用できない。
城下の娘
地上でリリィに追従し、同じ地面にいる敵を自動で攻撃する。（どこかで引っかからなければ）段差を下りることは可能だが、登るのは無理なので一度しまう必要がある。水中では使用できない。穢れに呑まれた魂の中では唯一襲ってこず、待ち望んだ浄化に感謝の言葉を残す。
隻眼の王の盾
リリィの背後に出現した重装の騎士が大剣を前方に振り下ろし、発生する衝撃波にも攻撃判定がある。空中で使用すると騎士が真下に落下して攻撃するが、何もしなければリリィの方が落ちる速度が速い。水中では使用できない。
腐竜の孤児
自身の周辺、広範囲にガード不可の毒の息を蔓延させる。効果が似ている菌の魔術師とは違い、水中では使用できない。浄化の際の言葉から生前はまだ子供だったことがわかる。
なりそこないの罪人
リリィを連れたまま前方に突進攻撃を行う。空中でも前方向へのダッシュが1度増えることとなり、禁域の戦士と一緒に運用しなければ取得できないアイテムも多い。
禁域の戦士
リリィを連れてジャンプしながら攻撃する。通常ジャンプ＋守り人の跳躍＋このスキルを使用することで3回のジャンプが可能となり、なりそこないの罪人と一緒に運用しなければ取得できないアイテムも多い。ファーデン浄化後に使用できる封印解除でアンロックされる扉の先にいるため、探索が順調ならば最後に加入する魂となる。水中では使用できない。

### その他のキャラクター
エルドレッド
古き民の巫女で、自らが使役する戦士フェリンとは想いあっていた。
暁の白巫女ニンフェリア
エルドレッドの娘だが、幼子の時に古き民は滅ぼされ、果ての国の初代王に拾われて育てられた。穢れに対抗できる唯一の存在であったことから、穢者が果ての国に押し寄せてきた時に白巫女として祭り上げられた。「浄化の過酷さ故に短命」であったことがレリック「イーリスの指輪」からわかる。明言されていないが、父親はおそらくフェリン。
風の白巫女イーリス
ある地域の穢者を犠牲を出しつつも一掃し、双子城砦を築いた。娘フリーティアが14歳の時に失踪したが、イーリスの護衛を務めたグローアによると「穢れに苦しみ自ら命を絶った」らしい。
泉の白巫女フリーティア
母の失踪により、14歳の誕生日に白巫女の地位を継承した。本来は絵を描くことを趣味とする内向的な性格であり、イレイェンは気が合う唯一の友人であった。
母や祖母に比べても穢れの影響を受けづらく、多くの穢者に救いを与えていた。しかし引き受けた穢れによる苦痛により心がすり減っていく。自分の分身である白巫女たちのことは計画段階では「子供なんていらない」と述べていたものの、結局は彼女たちを慈しんだ。その結果として自らの穢れを白巫女たちへ移す計画を拒否し、最終的に穢れの根が溢れ果ての国は滅ぶこととなる。
双子城砦の花畑でウルヴと共に過ごしたときは肉腫のある素の姿で寄り添いあっている。
白巫女
リリィとそっくりな少女で8人いるが、いずれも事切れた状態で発見される。主人公リリィと同様に泉の白巫女フリーティアの複製体だが、目覚める前に国が滅亡したリリィとは違いフリーティアと交流を持ち彼女を母と慕っていた。禁じられた領域で製造され、薄暗い実験室にしばらくいたが、フリーティアが彼女たちへの穢れの移動を拒んだため、王城へ移送された長女と禁じられた領域の地下研究室四層で実験体となっていた一人以外は地下から逃がされた。死してなおリリィに結界の修復を強める願いの力を託し、真エンドでは魂のまま駆け付け穢れの王の浄化を手伝う。
御者ベイル
御者が馬と融合した穢者。狂う前に意識が消え、白の教区の前で静かにたたずんでいた。生前は白巫女や守り人を運ぶ役割を担っており、彼が本作のファストトラベルを担当する。
果ての国の初代王
古き民を滅ぼした別の大陸からの侵略者。彼自身は共存の道を探ったがうまくいかなかった。古き民の地は六つに分けられ、彼は果ての地を押し付けられ治めることとなる。しかし古き民が生んだ怨念が穢者を呼び、罪滅ぼしを兼ねて育てていた古き民の生き残りニンフェリアが穢れに蝕まれることを知りながら、浄化を行う白巫女として祭り上げられるのを見過ごすこととなった。
果ての国の王
不死に執着し、非道な研究を国家魔術師団に行わせていた。最期の時には国のために尽くした騎士も泉の白巫女も自分のための捨て駒だと言い放ち、ユリウスの怒りを買う。ユリウスが自分の子供だと知っていたかは言及がない。フィールド上の亡骸には王冠が見えるが、ユリウスの回想と投げ捨てられていたレリック「朽ちた王冠」から、おそらくわかりやすさを優先した表現だと思われる。
ミーリエル
戦闘曲「Evil」
ファーデンの恋人。意識を失ってもなおファーデンを守るため、禁じられた領域の奥でリリィの前に立ちふさがる。生前は白巫女を救う目標を掲げて研究を行っていたが、実験中にファーデンを庇う形で穢れを受け、穢者となる。しかしファーデンを襲うことは無かったため穢者となっても意識・魂は失われないことが証明され、ファーデンは彼女の意識を取り戻すために非道な実験に手を染めることとなった。実は妊娠していたが、それを恋人に告げる前に穢れを受けてしまった。
穢れの王
戦闘曲「Mother」
古き民の怨嗟が凝った穢れの王。双子城砦の防衛戦で泉の白巫女フリーティアは紅き穢れの王を浄化したと思われたが、逆に時間をかけて彼女を蝕み、ついには彼女を取り込んで死の雨を降らせた。

## 用語
暗部
栄光も利益も家族も得ず一生を国に捧げ、汚れ仕事を行い罪人を裁く執行人たちの集団。罪人を親に持つ子供や戦争孤児で構成されている。
お守り
リリィが目覚めた時から首に下げている、加護の魔法が込められた首飾り。リリィのHPはこのお守りが張っている結界の強度であり、ゲームオーバーの描写は彼女を守る結界が砕け散ったことを示している。
輝く護りの宝具
古の民によって作られた、巫女の穢れの浄化に伴う苦痛を抑える力を持つ「護りの宝具」と呼ばれるもの。かつて泉の白巫女フリーティアが双子城砦で穢れの王を浄化した時に壊れてしまったが、7つに分かれた石板を解読することで、ファーデンの魔術によって新たな形に錬成された。
穢れ
人を狂気に落とし、不死の化け物（穢者）へ変えてしまう呪い。古き民の国には昔からあり、彼らはそれと共生していた。しかし古き民が滅ぼされたことによる憎悪により穢れが強まり、果ての国は穢者の襲撃に悩まされることとなる。
穢者（けもの）
リリィと黒騎士以外の登場人物はほぼこの穢者である。穢れを受けると魂が蝕まれ、肉腫が発現して肉体が再生能力を得ながら化け物へと変異していき、やがて意識が穢れの持つ憎悪や攻撃性に呑まれて狂っていく。稀に穢者となりながらも意識を保つ者がいて、意識が消失しない限り苦しみ続けることとなる。敵の種類と名前と設定はアートブックに掲載されている。
国家魔術師団
ファーデンを中心に組織された穢者へ対抗するための魔術研究機関であり、魔術協会を退会した魔術師のみが加入できた。穢者を研究するためならばどんな禁忌もなく、人を人為的に穢者にする人体実験も行われており、白巫女すら実験材料にする。禁じられた領域でも活動していた。
死の雨
「憎悪は穢れとなり、浄化すらできない穢れは暴走し、取り返しのつかないことになる」という古き民の言葉の通り、泉の白巫女フリーティアが引き受け浄化しきれなかった穢れの根が国中へ広がり、死の雨を呼ぶ赤く光る花が咲いた。穢れを呼ぶため、この雨に触れると穢者へと変貌する。これにより果ての国は滅びた。
白巫女
穢れを浄化する力を持つ女性。生まれながらに穢れへの耐性を持ち魂が穢れることがないため、狂うことは無い。ただし肉体は穢れの影響を受け、緩やかにとはいえ変異していく。歴代の白巫女は「浄化の役目の過酷さ故に短命」と断言されている。
作中ではリリィの姉妹だけを指して「白巫女」と呼ぶこともある。
浄化
白巫女が祈りをささげることで穢れを穢者から白巫女へ移し、相手を穢れの苦しみから救う。ただし白巫女は引き取った穢れによる苦痛を背負うこととなる。
白教
穢者の浄化を行うことができる唯一の存在「白巫女」を心のよりどころにして始まった信仰。白巫女を護衛する守り人や、浄化された人が穏やかであることを祈る一般信徒の存在が言及されている。
果ての国
大陸を支配していた古の民は侵略によりどんどん東へと追いやられ、果ての国はその終焉の地に建国された。しかし元からあった穢れに加えて古の民の怨念も強い穢れと化したことにより、その歴史は穢土から来る穢者との戦いの連続であった。3代目白巫女フリーティアが紅き穢れの王を浄化したことにより束の間の平和が訪れたが、穢れがフリーティアの許容量を超えたことにより降り始めた死の雨によって滅びた。蓮の花をシンボルとしている。
不死の契約
古き民の上位の巫女だけが行うことができる古代呪術。戦士は魂を巫女に捧げ契約することで、（巫女の血族が続く限り）肉体を捨てた不死の存在となる。
不死の契約印（不死紋章）
古き民の巫女と戦士が不死契約を結ぶと巫女の額に刻まれる紋章。一族が途絶えるまで代々受け継がれる。契約者は紋章のある巫女の存在を感じ取ることができ、黒衣の騎士がリリィを探し出せたりフリーティアの居場所がある程度近づけばわかった理由となっている。
不死の霊薬
白巫女に発現した穢れの肉腫をファーデンが実験することで生まれた、人を理性ある穢者へと変貌させる薬。双子城砦の防衛戦で城砦の騎士団に使用された。禁域の魔術師により、一部の霊薬で兵士に飛翔能力を付与させる実験が行われた。
双子城砦の防衛戦
泉の白巫女フリーティアの時代に、東の果てから押し寄せる穢者の大群を双子城砦で押しとどめた戦い。フリーティア・シルヴァ・イレイェン・ユリウス・ゲルロッド・ウルヴが参加したことがわかっている。城砦の騎士はこの戦いで不死の霊薬を摂取した。最終的には穢者を従える「紅き穢れの王」を泉の白巫女が浄化することで戦いは終わり、穢土から穢者が現れることは少なくなり、果ての国に束の間の平穏が訪れた。
古き民
果ての国がある大陸の先住民族。穢れと共生する術を持っており、かつては古代呪術で世界を支配したと言われている。地下深くから溢れる穢れと共に生きる女性を巫女と呼んで敬愛していた。物語開始の数十年前に別大陸からの侵略によって滅び、大陸には「果ての国」「煙の国」などの6つの国が興った。
魔術協会
知識と魔術の求道者が集まる、魔術師たちが設立した組織。白教とは協力関係にあり、穢者の討伐やその支援を行っていた。

## ステージ
白の教区
BGM「Awakening」
白巫女を信仰する信徒たちにとっての聖地であり、街の中心にある教会の奥にある祭壇でリリィは目覚める。チュートリアルステージであり序盤に強い敵はいないが、後に聖堂の回廊から行けるようになるエリアにいる穢者の攻撃力は高い。ボスは守り人シーグリッド。他に守り人の長がいる。
聖者の道
BGM「Holy Land」
白の教区と崖の村をつなぐ道のり。魔女の森への分岐路もあり、どちらからでも攻略できる。道中に崖の村の少年がいる。
崖の村
BGM「Harmonious」
王城に隣接する村だが、城にすぐ向かうことはできない。遠隔攻撃で追尾弾を放つ鴉が出現しはじめ、レストポイント「崩れた小屋」の先にあるマップは敵が非常に多い。ボスは老戦士ゲルロッド。他に西の商人、首なしの騎士がいる。
魔女の森
BGM「The Witch's Breath」
地形的に多くの雨が流れ込んでいるが、イレイェンの最期の魔術により完全な水没は免れている。魔術協会があったため魔術師や魔女が変化した穢者が多く、特殊な射程の攻撃をしてくる。ボスは黒の魔女イレイェン。他に菌の魔術師、花の魔女がいる。
カタコンベ
BGM「Grudge」
崖の村、双子城砦に繋がっている迷路のような巨大墓地（設定的には王城や地下牢獄など国中に繋がっている）。白教と関係が深く泉の白巫女の部屋や地下教会や守り人の修練場があり、守り人を目指す少女たちは数年間地下で修業を積む。ボスは守り人シルヴァ。他に古き墓守、堕ちた弓使いがいる。
双子城砦
BGM「North」
かつて泉の白巫女と穢れの王との戦いが行われた場所。その戦いで不死の霊薬を飲んだせいで竜のような穢者へと変じた城砦の兵士がひたすら追いすがってくる。最上部には穢れで赤く染まりつつも美しく咲き誇る雪の花の花園「約束の花畑」がある。ボスは狂い騎士ウルヴ。他になれ果ての衛兵、腐竜の孤児がいる。
辺境
フリーティアが生まれた聖なる泉があり、ここを訪れることでエンディングAが見られる。
地下牢獄
BGM「Abandonment」
王城の地下に位置しており、所々が水没している。かつては果ての国を影から支える暗部が管理していた。ボスは深淵の番人ヘニール。他に隠れ潜む実験体、暗部の執行人がいる。
果ての王城
BGM「Debris and Bugs」
果ての国の王城であり、穢者との戦いの歴史により高く堅固な城壁を誇る。王を守る騎士たちが元となった穢者が数多くいる。ボスは騎士長ユリウス。他に王城の外には崖の村の村長と城下の娘、城内には隻眼の王の盾がいる。
禁じられた領域
BGM「Compounding」
古き民が生活していた時より遥かに穢れに満ちていることが黒衣の騎士の言葉からわかる。ここで見つかる白巫女は実験体となっていたが、誰の手によるものかは不明。先に進むためには穢れに満ちた空気の中を進むことが必要になる。ボスはミーリエル。他になりそこないの罪人、禁域の戦士がいる。
古き民の祭壇
古き民の終焉の場所。黒衣の騎士が封印されていた。
最深
BGM「If You Gaze Long into an Avyss」
最奥部に泉の白巫女フリーティアが隔離されていた部屋がある。この部屋は既に穢れの王の一部となっており、上部にある「辺境の泉」にもその根は繋がっている。

## スタッフ
- ディレクター／シナリオ - 岡部佳祐
- メインプログラマー - アミルゴイニ
- ゲームデザイナー - 横山泰裕
- モーションデザイナー - 竹重宏教
- モーションデザイナー - 武石美麗
- 背景デザイナー - 上原鉄也

「Live Wireがディレクションを行い、アドグローブはメインプログラミングとアセット開発の手伝い、アートや色使いのセンスでアドグローブのモントリオールスタジオが手伝うというプロジェクト」だとBinary Haze Interactiveの代表取締役社長兼CEOの小林宏至はインタビューに答えている。
音楽はMiliが全楽曲を担当した。

## 評価
Metacriticでのメタスコアは2024年7月22日時点で86/100、STEAMでは31,267件中94%が非常に好評、ファミ通クロスレビューでは平均8.5、第25回「文化庁メディア芸術祭」エンターテイメント部門審査委員会推薦作品と、高く評価されている。
100万本売れた時点では「日本国内は30万本、北米・中国・日本の順番で売上がある」とコメントされている。